# Dariusz Krzysztof Zawiślak

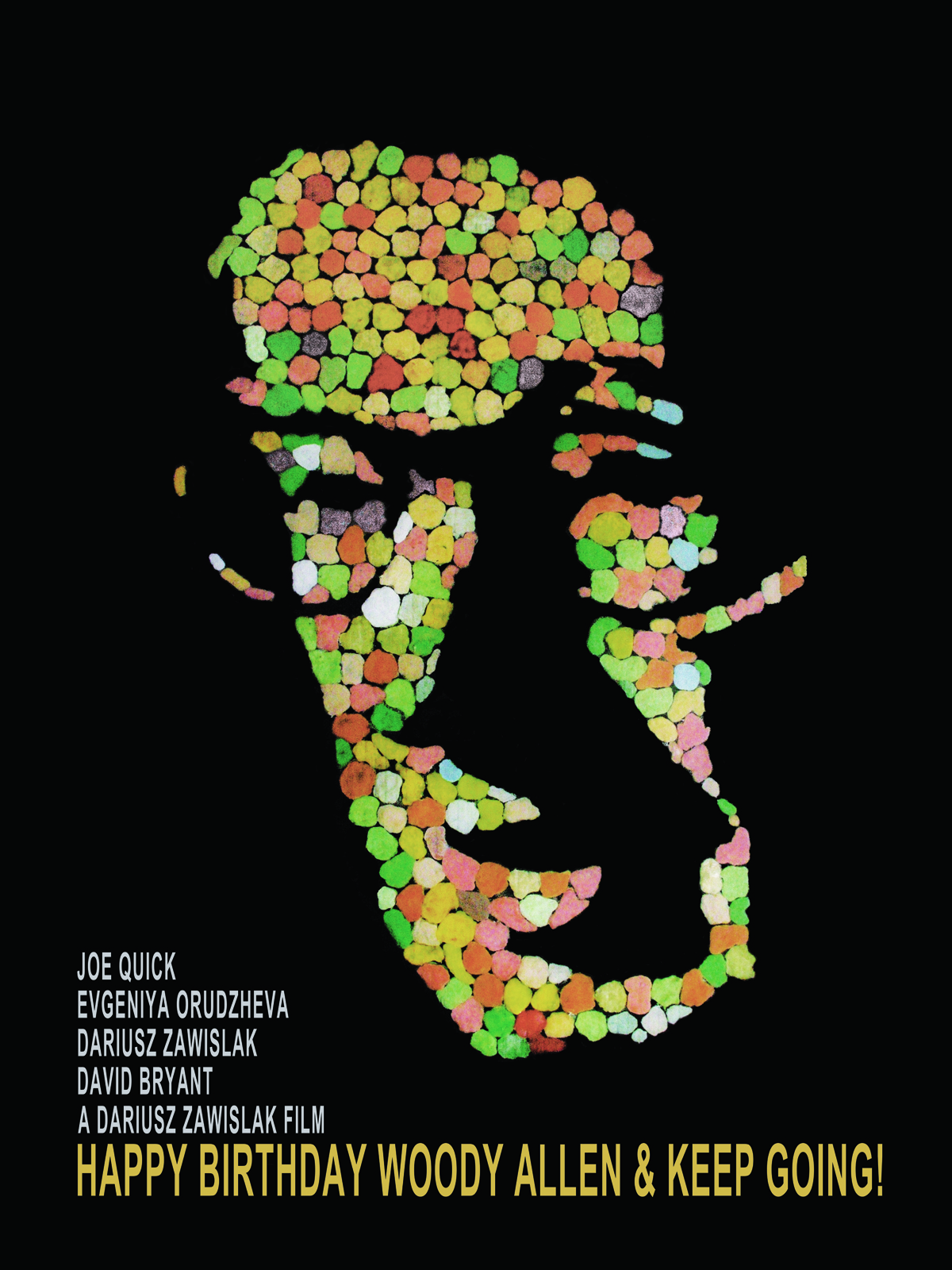
Plakat do filmu Happy Birthday Woody Allen & Keep Going! autor Dariusz Zawiślak

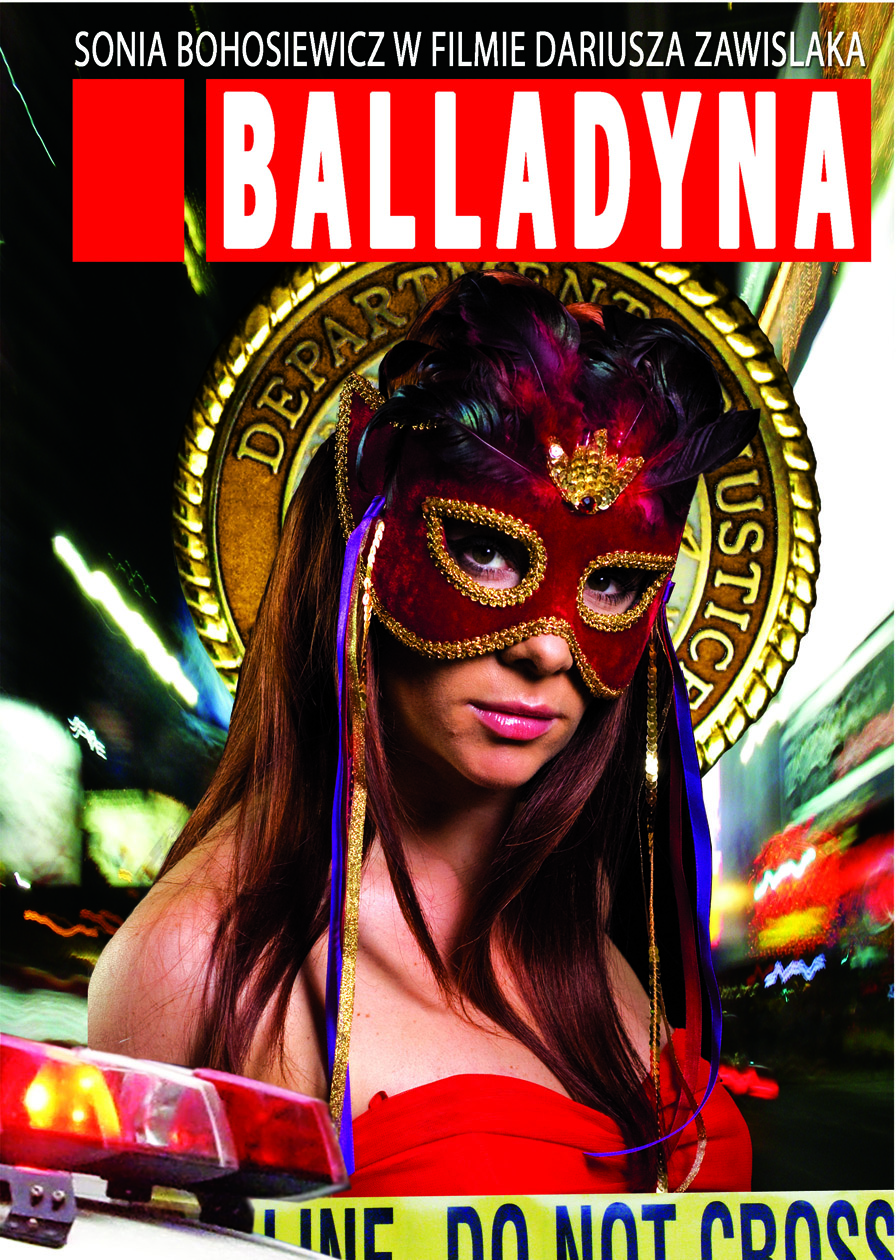
Plakat do filmu Balladyna autor Dariusz Zawiślak

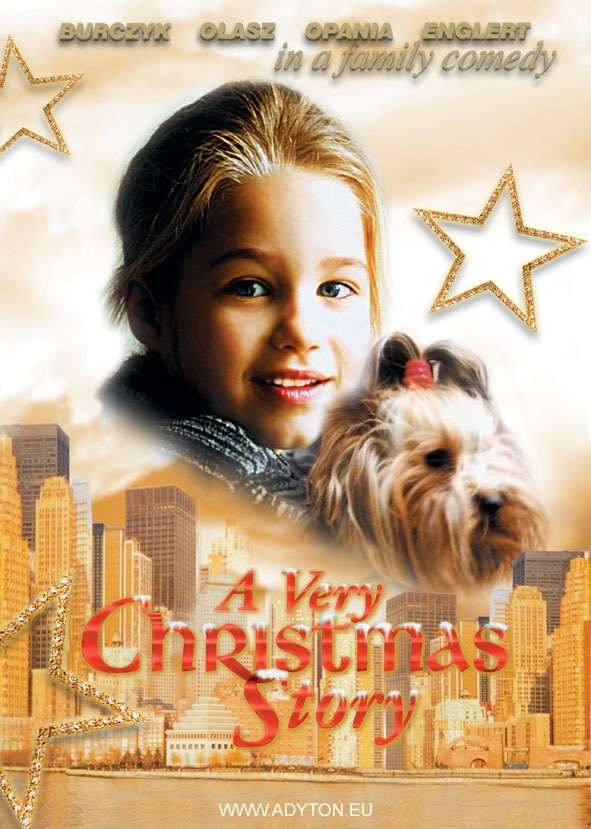
Plakat do filmu Świąteczna Przygoda autor Dariusz Zawiślak

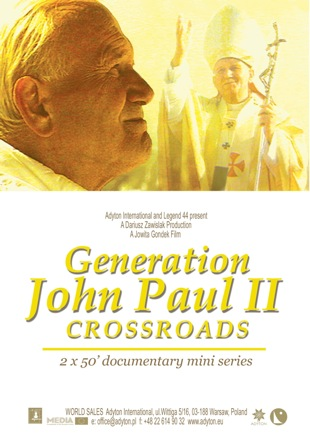
Plakat do filmu Oczyma pokolenia Jana Pawła II, autor Dariusz Zawiślak

Dariusz Krzysztof Zawiślak (ur. 25 lipca 1972 w Warszawie) – polski grafik, scenograf, scenarzysta, reżyser, producent filmowy i telewizyjny. Członek założyciel Polskiej Akademii Filmowej. Członek Europejskiej Akademii Filmowej.

## Życiorys
Studiował na wydziale reżyserii dramatu i wiedzy o teatrze warszawskiej Akademii Teatralnej i wydziale produkcji Państwowej Wyższej Szkole Filmowej, Telewizyjnej i Teatralnej im. Leona Schillera w Łodzi. Ukończył studia na Wydziale Sztuki Mediów Warszawskiej Akademii Sztuk Pięknych (dyplom w pracowni prof. W. Szymańskiego – aneks w pracowni prof. K. Olszewskiego), Executive MBA w Akademii Leona Koźmińskiego w Warszawie oraz Zarządzanie na Wydziale Ekonomicznym WSE.
Uzyskał stopień doktora sztuki nadany przez Akademię Sztuk Pięknych w Gdańsku. Tytuł przewodu doktorskiego „Deconstructing Woody Allen”.
Rozpoczął karierę od reżyserii dramatów scenicznych i krótkich filmów. Stał się jednym z polskich prywatnych dystrybutorów filmowych. Był Dyrektorem Generalnym Adyton International i niezależnym producentem i reżyserem. Na początku swojej kariery zarządzał również kilkoma kinami w Warszawie oraz pierwszym w Polsce kinem samochodowym. Był organizatorem Międzynarodowego Festiwalu Filmów Grozy. Współpracował również przy organizacji pierwszych edycji Festiwalu Gwiazd w Międzyzdrojach. Jako wydawca muzyczny wyprodukował świąteczną piosenkę „Kto wie?” w wykonaniu zespołu DeSu. Promuje na świecie polską literaturę dziecięcą jako międzynarodowy wydawca książek Marii Krüger. Był kandydatem z ramienia Sejmu i Senatu do Krajowej Rady Radiofonii i Telewizji otrzymał pozytywną rekomendację Sejmowej Komisji Kultury. Jako niezależny kandydat do Senatu w wyborach w 2005 roku otrzymał ponad 33 tysięcy głosów.
Z okazji jubileuszu 200. rocznicy urodzin Juliusza Słowackiego wyprodukował film Balladyna z udziałem Faye Dunaway. Wydał komiks Balladyna oraz wraz z aktorkami Katarzyną Kreczmer i Anną Gorajek nagrał audiobook zawierający próbę czytaną dramatu pod kątem współczesnej inscenizacji. 22 listopada 2010 roku uruchomił wirtualną galerię, która zainaugurowała swoją działalność serią bilbordów politycznych „Skarby kultury”. Na bilbordach znaleźli się m.in. Donald Tusk, Jarosław Kaczyński, Lech Wałęsa, Bronisław Komorowski, Aleksander Kwaśniewski, Jerzy Buzek, Janusz Palikot, Wojciech Olejniczak – łącznie zostało wystawionych ponad dwadzieścia grafik. Tydzień po otwarciu galerii bilbordy zostały zaprezentowane podczas międzynarodowej konferencji: „Ekonomika kultury” współorganizowanej przez Instytut Adama Mickiewicza, Narodowe Centrum Kultury, Fundacja Pro Cultura i SWPS. 1 grudnia 2012 z okazji 77. rocznicy urodzin Woody’ego Allena w kinie Cinema Village w Nowym Jorku swój pierwszy galowy pokaz z udziałem twórców miał film Happy Birthday Woody Allen and Keep Going w reżyserii Dariusza Zawiślaka. Rok później uroczyście otworzył Woody Allen Square przy ulicy Spokojnej 15 w Warszawie. 6 czerwca 2014 r. na skwerze prezentował kolejne prace: Deconstructing Woody Allen, The Sky Over The Bronx December 1st 1935 10:55 pm, Rockaway Beach 10!, Contemporary Zelig, Self Control oraz Heart w ramach wystawy Kissing Zone, do której jako kurator zaprasza również innych artystów. Od 2017 roku jest kuratorem projektu Poland I Told You So! oraz inicjatorem #NYMediaHub'u. W roku 2018 obejmuje funkcję Dyrektora Festiwalu Polskich Teatrów Telewizji w Nowym Jorku organizowanego pod patronatem Marszałka Senatu RP i Konsula Generalnego RP w Nowym Jorku.  Zostaje również doradcą do spraw sektora kreatywnego w nowojorskim biurze Polskiej Agencji Inwestycji i Handlu. Ekspertem Polskiej Agencji Rozwoju Przedsiębiorczości wchodzącej w skład Polskiego Funduszu Rozwoju. Jest pomysłodawcą i koordynatorem programu skierowanego do Polonii amerykańskiej "Paszport do Polski".   Twórcą portalu www.wybory.us dla polskiej diaspory w USA. 22 czerwca 2019 r. zaprzysiężony na członka NYC Community Education Council District 14. Od listopada 2019 wybrany na członka metropolitalnego "NYC Department of Education Citywide Council on English Language Learners" ciała doradczego Kanclerza nowojorskiego departamentu edukacji działającego na rzecz ponad miliona studentów w pięciu dzielnicach Nowego Jorku z 34 miliardami dolarów rocznego budżetu.

## Nagrody

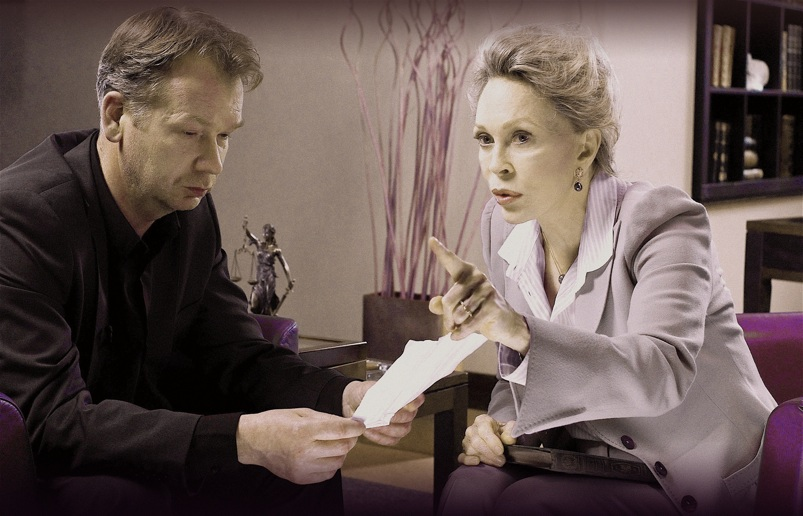
Faye Dunaway i Mirosław Baka, Balladyna, reż. Dariusz Krzysztof Zawiślak

- W sezonie 2008/2009, za film Balladyna, Dariusz Zawiślak otrzymał 2 nominacje do Złotych Kaczek w kategoriach: „najlepszy scenariusz sezonu” oraz „najlepszy film sezonu”.
- Nagroda programu czwartego polskiego radia[15] za niebanalną a adekwatną formę przyznana pracy „Allen Gum” – portret Woodego Allena wyklejony z 2012 gum do żucia, który stał się plakatem do filmu Happy Birthday Woody Allen and Keep Going.

## Filmografia
- 1990: Time of Dream (Czas snu) – film krótkometrażowy jako reżyser i producent
- 1993: The Umbrella (Druciana parasolka) – film krótkometrażowy jako reżyser i producent
- 1999: Titanic – producent polskiej wersji językowej oraz głos Kapitana[16]
- 2000: Świąteczna przygoda, (A Very Christmas Story)[17][18] – jako scenarzysta, reżyser i producent
- 2002: A Dalmatians point of view- jako producent[19]
- 2007: Oczyma Pokolenia '78. Pontyfikat Jana Pawła II, (Generation John Paul II – Crossroads ) film dokumentalny – jako producent
- 2009: Balladyna (The Bait) – scenarzysta, reżyser, producent, dyrektor artystyczny. Film oparty na dramacie Juliusza Słowackiego z udziałem laureatki m.in. Oscarów i Złotych Globów Faye Dunaway[16][17]
- 2010: Karolcia i magiczny koralik, (Caroline & The Magic Stone) – jako producent. Film oparty na powieści Marii Kruger z udziałem Faye Dunaway[16][17]
- 2011: Avatary jako prostytutki – film dokumentalny jako producent
- 2012: Happy Birthday Woody Allen and Keep Going – jako scenarzysta, reżyser i producent

## Wystawy i Publikacje
- 2016: Happy Birthday Woody Allen & Keep Going! – publikacja ISBN 978-83-65236-14-2
- 2014: Widzialność – wystawa ISBN 978-83-62256-68-6
- 2014: Kissing Zone – wystawa
- 2013: Dwu Faza – wystawa ISBN 978-83-63594-30-5
- 2013: Terytorium – wystawa ISBN 978-83-937740-0-5
- 2012: Allen on Broadway – wystawa
- 2011: Podwórko na Pradze – wystawa ISBN 978-83-62256-04-4
- 2011: Credit Card Self Portrait – międzynarodowy projekt artystyczny i socjalny
- 2010: Skarby Kultury – wystawa z okazji otwarcia Galerii Politycznej
- 2009: Balladyna Historia ciemniejsza niż otchłań – publikacja ISBN 978-83-920735-1-2